# Irbid
Irbid (tiếng Ả Rập: إِربِد) là một thành phố ở tây bắc Jordan. Đây là trung tâm của vùng nông nghiệp màu mỡ nhất quốc gia này, thành phố này cũng là một trung tâm công nghiệp đang phát triển. Irbid có diện tích 410 km² (vùng đô thị), dân số năm 2004 là 650.000 người (vùng đô thị), thành phố là 292.000 người. Irbid nằm ở độ cao 620 m. Irbid có Đại học Yarmouk (thành lập năm 1976). Irbid đã tăng trưởng nhanh chóng từ năm 1950-1970 do làn sóng dân nhập cư từ Bờ Tây.

## Khí hậu
| Dữ liệu khí hậu của Irbid (1985–2014)   | Dữ liệu khí hậu của Irbid (1985–2014) | Dữ liệu khí hậu của Irbid (1985–2014) | Dữ liệu khí hậu của Irbid (1985–2014) | Dữ liệu khí hậu của Irbid (1985–2014) | Dữ liệu khí hậu của Irbid (1985–2014) | Dữ liệu khí hậu của Irbid (1985–2014) | Dữ liệu khí hậu của Irbid (1985–2014) | Dữ liệu khí hậu của Irbid (1985–2014) | Dữ liệu khí hậu của Irbid (1985–2014) | Dữ liệu khí hậu của Irbid (1985–2014) | Dữ liệu khí hậu của Irbid (1985–2014) | Dữ liệu khí hậu của Irbid (1985–2014) | Dữ liệu khí hậu của Irbid (1985–2014) |
| Tháng                                   | 1                                     | 2                                     | 3                                     | 4                                     | 5                                     | 6                                     | 7                                     | 8                                     | 9                                     | 10                                    | 11                                    | 12                                    | Năm                                   |
| --------------------------------------- | ------------------------------------- | ------------------------------------- | ------------------------------------- | ------------------------------------- | ------------------------------------- | ------------------------------------- | ------------------------------------- | ------------------------------------- | ------------------------------------- | ------------------------------------- | ------------------------------------- | ------------------------------------- | ------------------------------------- |
| Trung bình ngày tối đa °C (°F)          | 13.4 (56.1)                           | 14.3 (57.7)                           | 17.7 (63.9)                           | 22.8 (73.0)                           | 27.2 (81.0)                           | 30.0 (86.0)                           | 31.5 (88.7)                           | 31.8 (89.2)                           | 30.1 (86.2)                           | 26.7 (80.1)                           | 20.7 (69.3)                           | 15.5 (59.9)                           | 23.5 (74.3)                           |
| Trung bình ngày °C (°F)                 | 9.35 (48.83)                          | 10.0 (50.0)                           | 12.85 (55.13)                         | 17.9 (64.2)                           | 21.05 (69.89)                         | 23.95 (75.11)                         | 25.8 (78.4)                           | 26.15 (79.07)                         | 24.55 (76.19)                         | 21.25 (70.25)                         | 15.6 (60.1)                           | 11.1 (52.0)                           | 18.30 (64.93)                         |
| Tối thiểu trung bình ngày °C (°F)       | 5.3 (41.5)                            | 5.7 (42.3)                            | 8.0 (46.4)                            | 11.3 (52.3)                           | 14.9 (58.8)                           | 17.9 (64.2)                           | 20.1 (68.2)                           | 20.5 (68.9)                           | 19.0 (66.2)                           | 15.8 (60.4)                           | 10.5 (50.9)                           | 6.7 (44.1)                            | 13 (55)                               |
| Lượng Giáng thủy trung bình mm (inches) | 101.5 (4.00)                          | 110.5 (4.35)                          | 69.6 (2.74)                           | 20 (0.8)                              | 6.4 (0.25)                            | 1.6 (0.06)                            | 0.0 (0.0)                             | 0.0 (0.0)                             | 0.7 (0.03)                            | 13.9 (0.55)                           | 58.4 (2.30)                           | 81.9 (3.22)                           | 464.5 (18.3)                          |
| Số ngày giáng thủy trung bình           | 11.3                                  | 10.6                                  | 9.4                                   | 4.6                                   | 2.0                                   | 0.2                                   | 0.0                                   | 0.0                                   | 0.2                                   | 3.2                                   | 6.0                                   | 9.6                                   | 57.1                                  |
| Nguồn: Cục khí tượng Jordan             |                                       |                                       |                                       |                                       |                                       |                                       |                                       |                                       |                                       |                                       |                                       |                                       |                                       |

## Thành phố kết nghĩa
- Gaziantep, Thổ Nhĩ Kỳ[5]
- Trịnh Châu, Trung Quốc[6]